# Magelungsterrassen

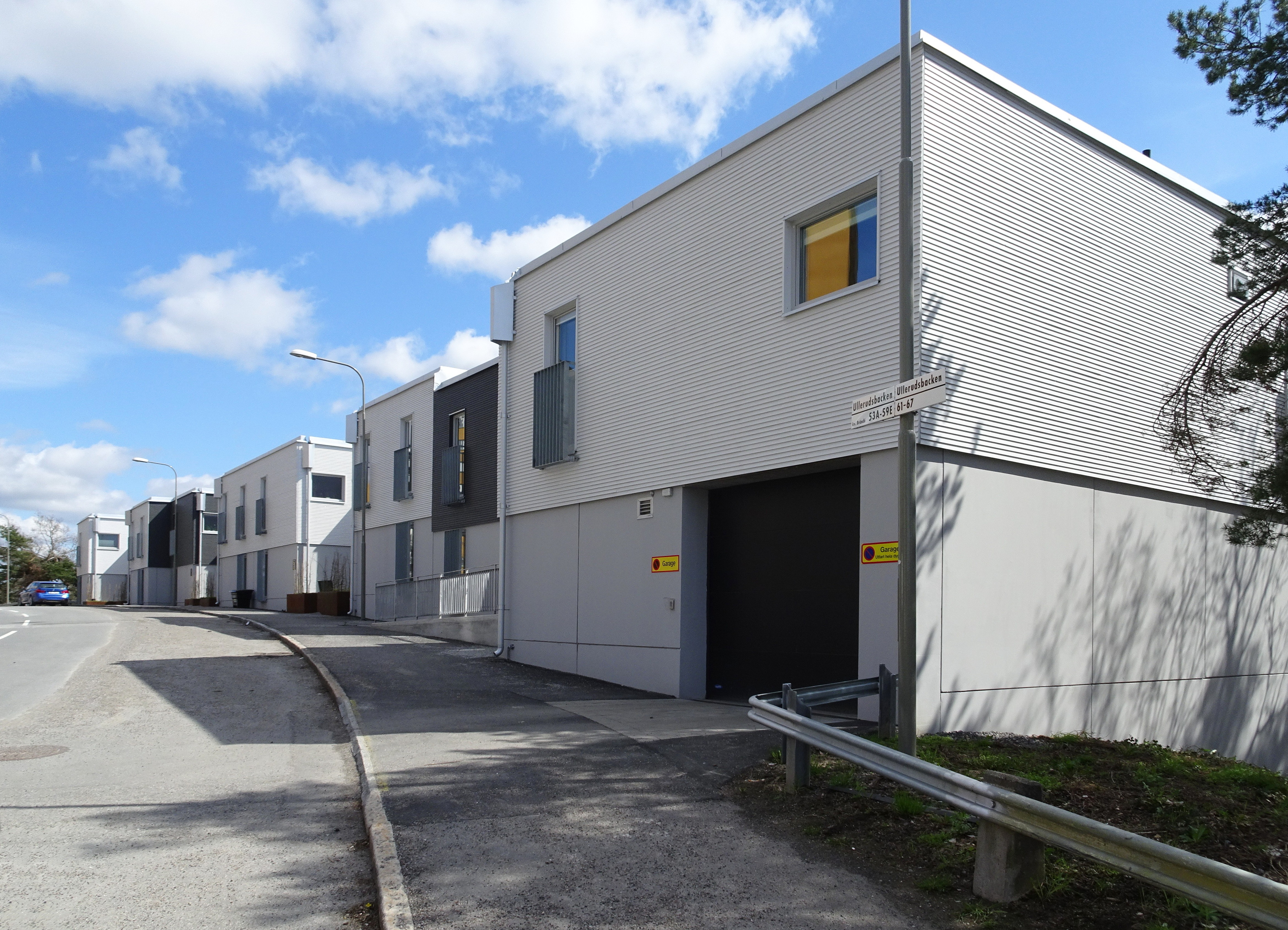
Fasaderna mot Ullerudsbacken, 2018.

Magelungsterrassen kallas ett terrasshusområde vid Ullerudsbacken 59 i stadsdelen Farsta strand i södra Stockholm. Terrasshusen i kvarteret Brändö färdigställdes år 2017 och nominerades till arkitekturtävlingen Årets Stockholmsbyggnad 2018.

## Beskrivning
En ny detaljplan för ett tidigare obebyggd skogsområde i en södersluttning vid Ullerudsbacken vann laga kraft i januari 2015. Planområdet ägs av kommunen och omfattar 8 500 m² samt ligger i gångavstånd från Farsta tunnelbanestation och Farsta centrum. Mittemot, på norra sidan om Ullerudsbacken, märks Farsta strands välkända sju punkthus som uppfördes på 1960-talet efter ritningar av arkitekt Bertil Karlén.
Markanvisningar gick till entreprenören Åke Sundvall Byggnads som anlitade Arkitektmagasinet för utformningen. Resultatet blev 23 bostäder i olika storlekar som placerade i fem i terrasshus vilka anpassades väl till den branta terrängen. Nivåskillnaden är hela 18 meter. Varje lägenhet har fyra våningar, två våningar mot gatan och två souterrängvåningar mot parksidan. Till varje lägenhet hör en 13 m² stor terrass. En del av det övre souterrängplanet utgörs av parkeringsgarage för de boende. 
Husens fasader är klädda med liggande träribbor avfärgade i vit och svart kulör som ger starka kontraster. Socklarna är våningshöga och består av gråmålade betongelement. Taken fick en beläggning av sedum för att minska dagvattenvolymerna samt uttrycka harmoni med parkområdet. 
Magelungsterrassen är ett av tio nya byggprojekt i Stockholms kommun som nominerades till Årets Stockholmsbyggnad 2018. Juryns kommentar:
| ” | Terrasshus är en något udda form som här på ett fint sätt smälter in på platsen utan att störa. Det är tydligt sammanhållet men samtidigt variationsrikt där huset får olika skepnader från olika perspektiv. | „ |

## Bilder

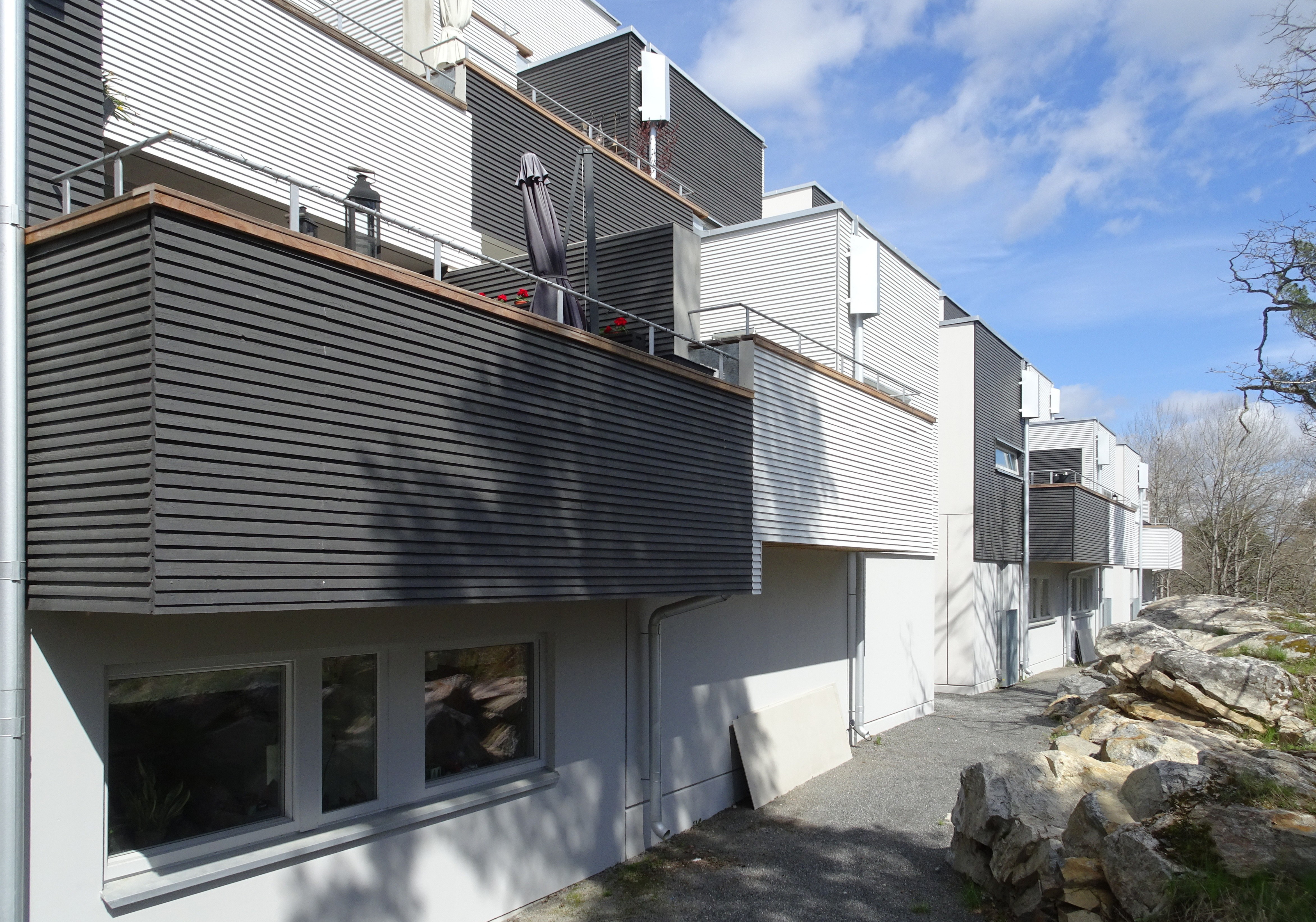
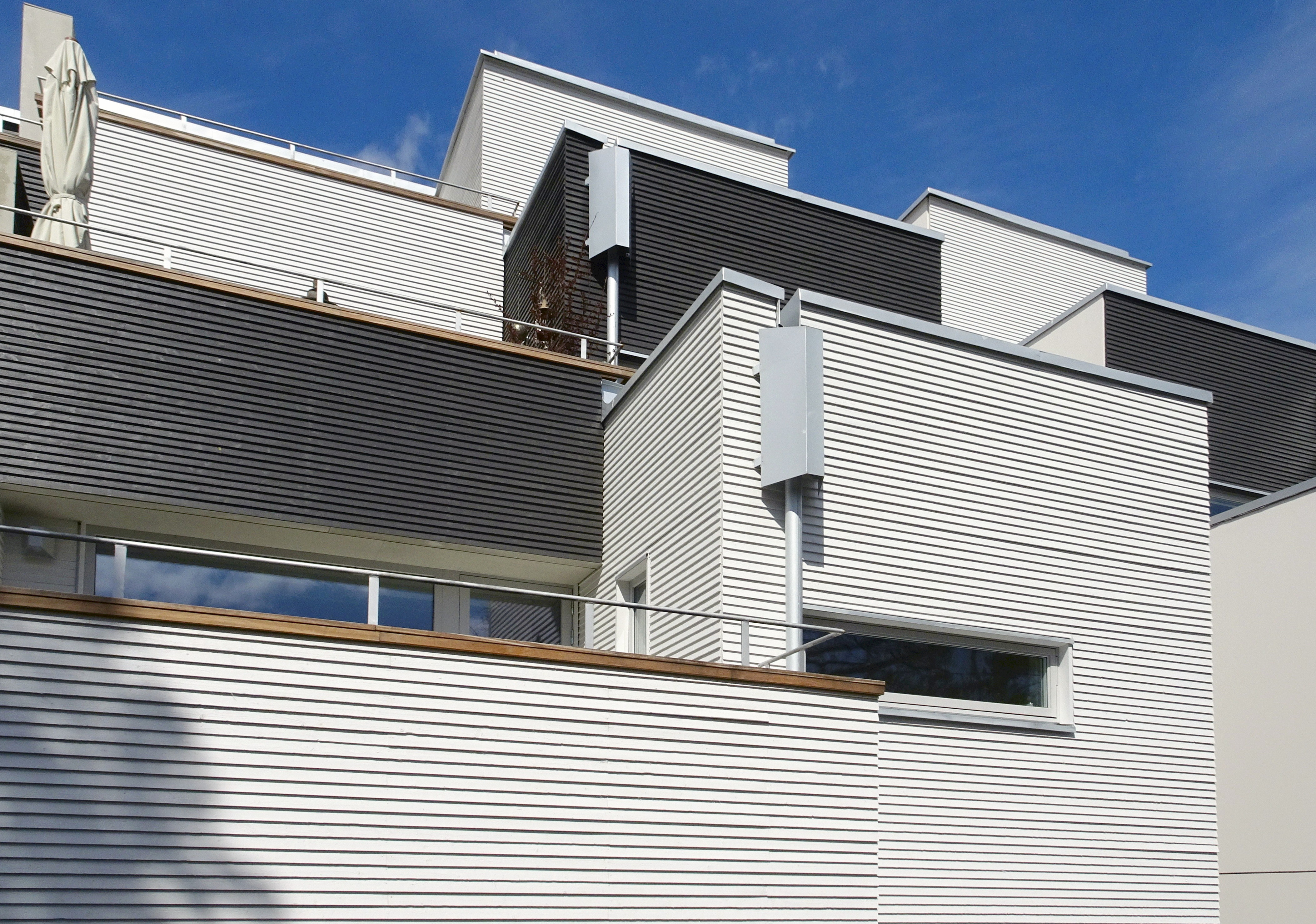
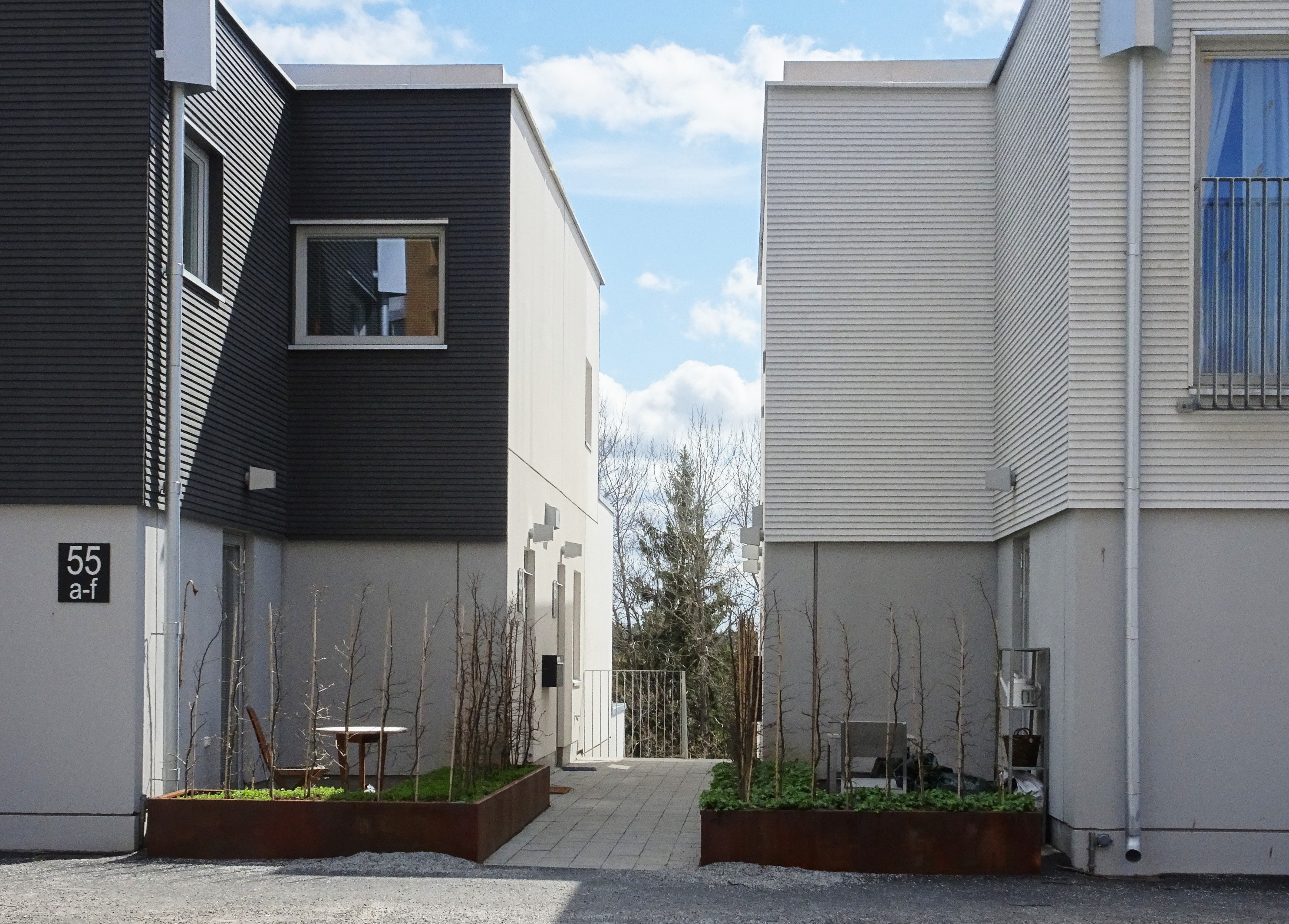
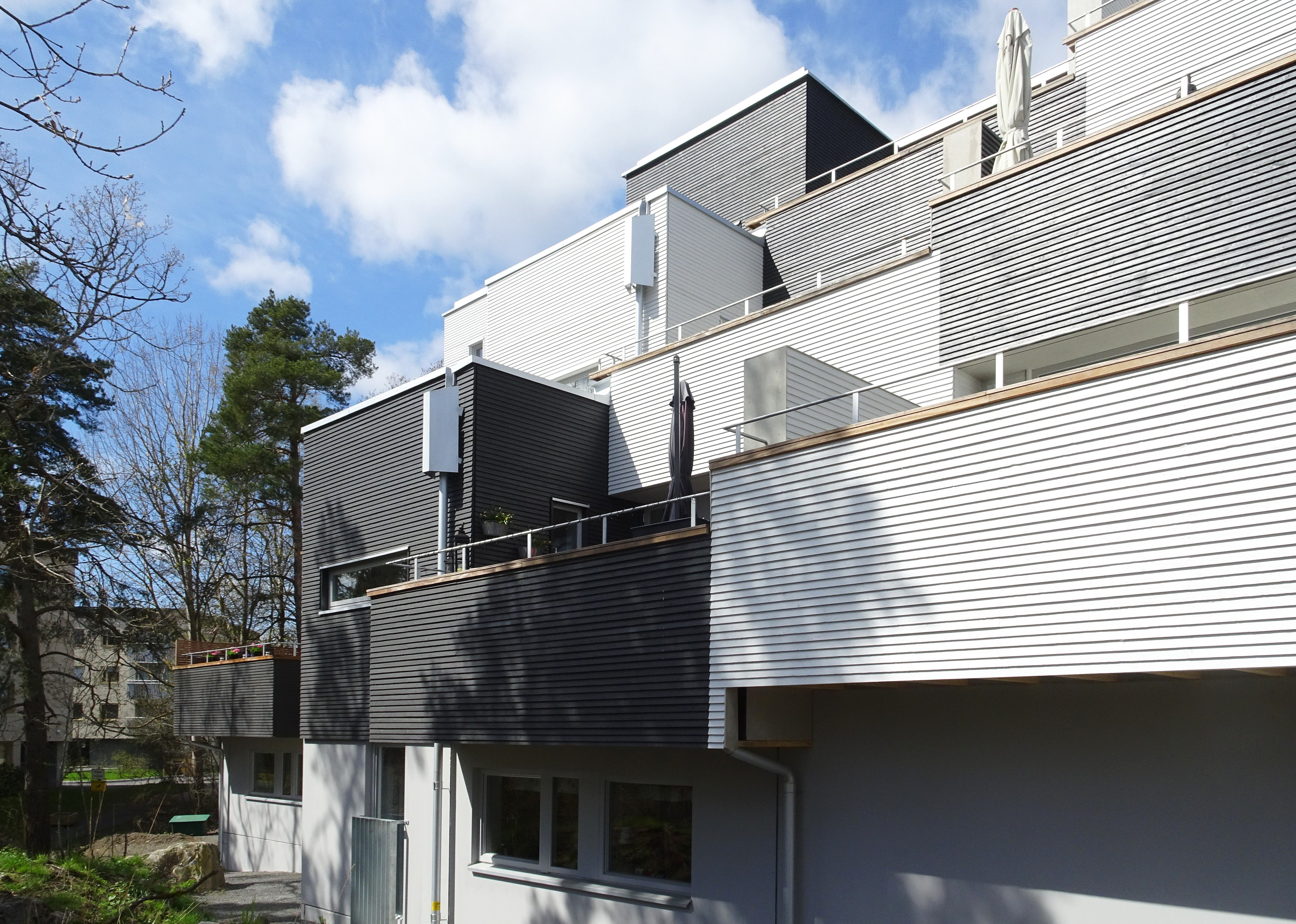